# Michel Delancray
 (septembre 2010).
Si vous disposez d'ouvrages ou d'articles de référence ou si vous connaissez des sites web de qualité traitant du thème abordé ici, merci de compléter l'article en donnant les références utiles à sa vérifiabilité et en les liant à la section « Notes et références ».
Michel Delancray, né le 20 janvier 1939 à Sceaux et mort le 20 octobre 2000 à Rouen,, est un auteur-compositeur français. Il est l'un des principaux auteurs du chanteur français Pascal Danel, dont le tube Kilimandjaro, et de plusieurs artistes de la chanson française comme Éric Charden dans les années 1960.